# ダーク・ミラー/悪魔の囁き
『ダーク・ミラー/悪魔の囁き』（Mirror, Mirror II: Raven Dance）は、1994年に公開されたアメリカのホラー映画。『ザ・ミラー/悪魔の棲む鏡』シリーズの2作目。

## ストーリー
人里離れた修道院、あの悪魔が封じられた鏡はそこに保管されていた。そんなことも知らずに両親が亡くなり行く当てのない少女マーリーと弟のジェフリーが修道院へ居候する。ある日、鏡の怪現象で目に重症を患ってしまったマーリーに医者と腹違いの姉が駆け付けるが、この二人はマーリーを貶めて所持金を奪おうと企んでいたのだ。姉弟の周りでは鏡による奇怪な現象が徐々に起きてゆき、謎の青年クリスチャンがマーリーのもとに現れる。彼と鏡の関係とは……。

## キャスト
- マーリー - トレイシー・ウェルズ
- ラスキー医師 - ロディ・マクドウォール
- ロザリン - サリー・ケラーマン
- シスター・マリオン - ロイス・ネットルトン
- シスター・アジャ - ヴェロニカ・カートライト
- ロジャー - ウィリアム・サンダーソン
- クリスチャン - マーク・ラファロ
- ジェフリー - カールトン・ビーナー
- ニコレット - サラ・ダグラス

## トリビア
本作はマーク・ラファロのデビュー作であり、次回作でも別人役で出演している。前作に出演したウィリアム・サンダーソンも同じく別人役で本作に出演している。